# سگ کمکی

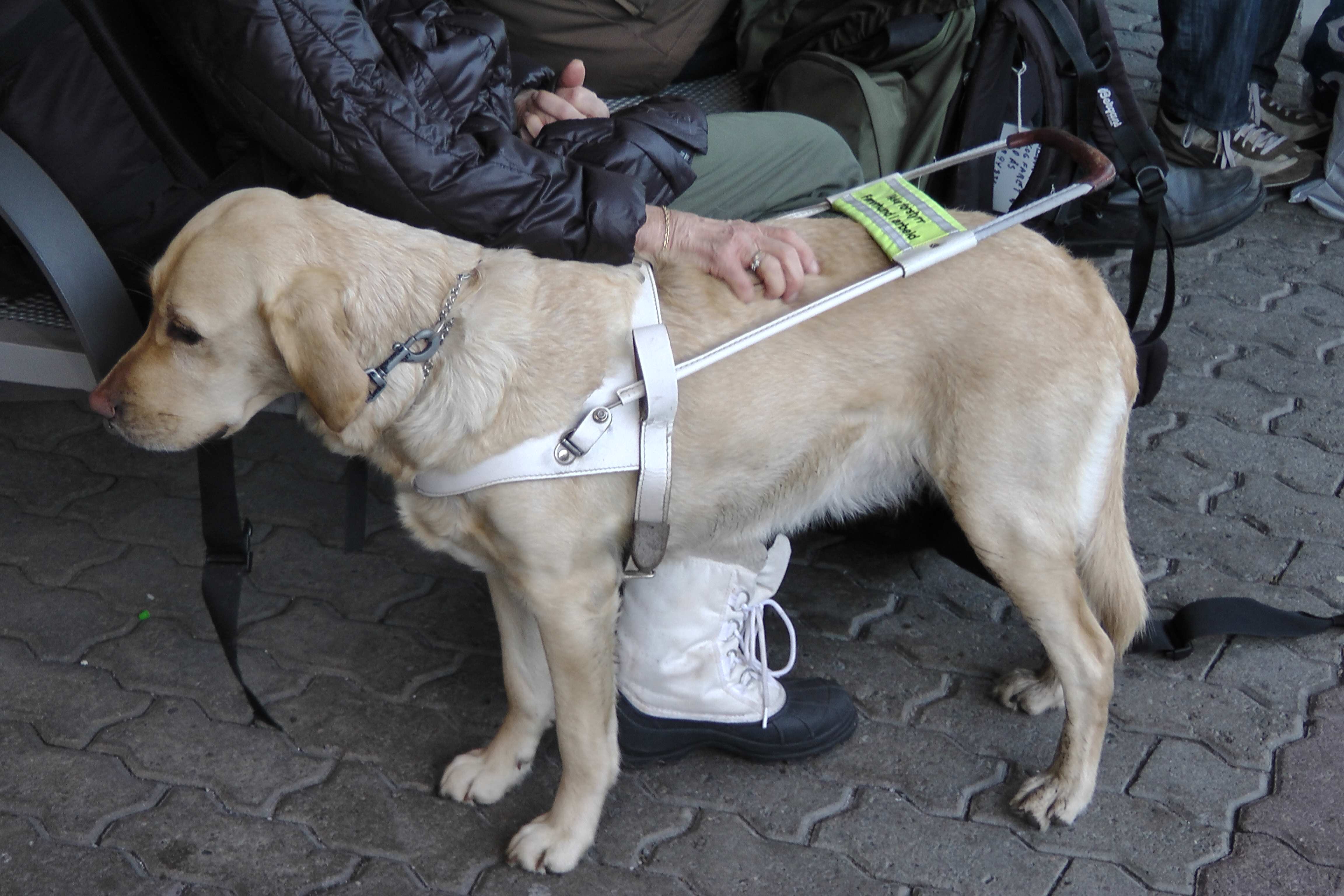
یک سگ کمکی در اُسلو

سگ کمکی یا سگ راهنما (Service Dog or Assistance Dog) سگی است که بیشتر برای کمک به نابینایان، ناشنوایان یا افرادی که به لحاظ جسمی یا روحی دارای محدودیت هستند تربیت می‌شود.
سگ‌های کمکی بیشتر از نژادهای گلدن رتریور، لابرادور رتریور و ژرمن شپرد هستند.